# Каштанов Микола Семенович
Мико́ла Семе́нович Кашта́нов (нар. 15 жовтня 1938, м. Запоріжжя, УРСР) — колишній радянський футболіст, виступав на позиції нападника. Майстер спорту (1960). Після закінчення кар'єри викладав у Харківській державній академії фізичної культури.

## Біографія

### Кар'єра гравця
Микола Каштанов — вихованець запорізького футболу, грав за місцеві аматорські колективи «Машинобудівник» та «Стріла». З 1959 року в запорізькому «Металурзі», з яким став чемпіоном УРСР, перемігши в турнірі класу «Б».
У 1961 році молодого нападника запрошують до київського «Динамо», яке вперше у своїй історії здобуло золоті нагороди чемпіонату того року. Микола взяв участь в 11 поєдинках, яких згідно з регламентом було недостатньо для отримання золотих медалей. Не маючи стабільного місця у складі команди, де в лінії атаки грали такі майстри як Валерій Лобановський, Віктор Каневський, Валентин Трояновський, Віктор Серебряников та Олег Базилевич, Каштанов вирішив залишити київський клуб, перейшовши до харківського «Авангарду».
Відігравши один сезон за харківську команду, у 1963 році нападник переходить до московського ЦСКА, з яким двічі поспіль посідав третє місце у чемпіонаті. І якщо в перших сезонах за армійський клуб Каштанов не часто потрапляв до основного складу, то у 1965 році, взявши участь в 19 поєдинках, заслужено став бронзовим медалістом. Виступаючи за московських армійців Микола входив до складу збірної Збройних сил СРСР, з якою у 1963 році став переможцем чемпіонату дружніх армій.
У 1966 році повернувся до Харкова, де продовжив грати у складі «Металіста». У 1966 та 1967 роках був найкращим бомбардиром команди в чемпіонатах. Закінчив активну кар'єру гравця у 1969 році.

### Після завершення кар'єри
Залишивши великий футбол, Микола Семенович багато років працював тренером в дитячо-юнацьких спортшколах Харкова.
У 1990-х роках очолював Федерацію футболу Харківської області. Пізніше був доцентом кафедри футболу та хокею Харківської державної академії фізичної культури.

## Досягнення та нагороди
Командні трофеї
- Бронзовий призер чемпіонату СРСР (1965)
- Переможець першості класу «Б» чемпіонату СРСР (1960)
- Переможець чемпіонату дружніх армій (1963)

Особисті досягнення
- Майстер спорту СРСР (1960)
- У списках «33 найкращих футболістів УРСР» (1): № 2 (1961)
- Почесний працівник фізичної культури та спорту України (2004)[3]
- Нагороджений Почесною грамотою Верховної Ради України (2008)
- Нагороджений медаллю «За працю та звитягу» (2011)[4]